# Dymitr z Rostowa

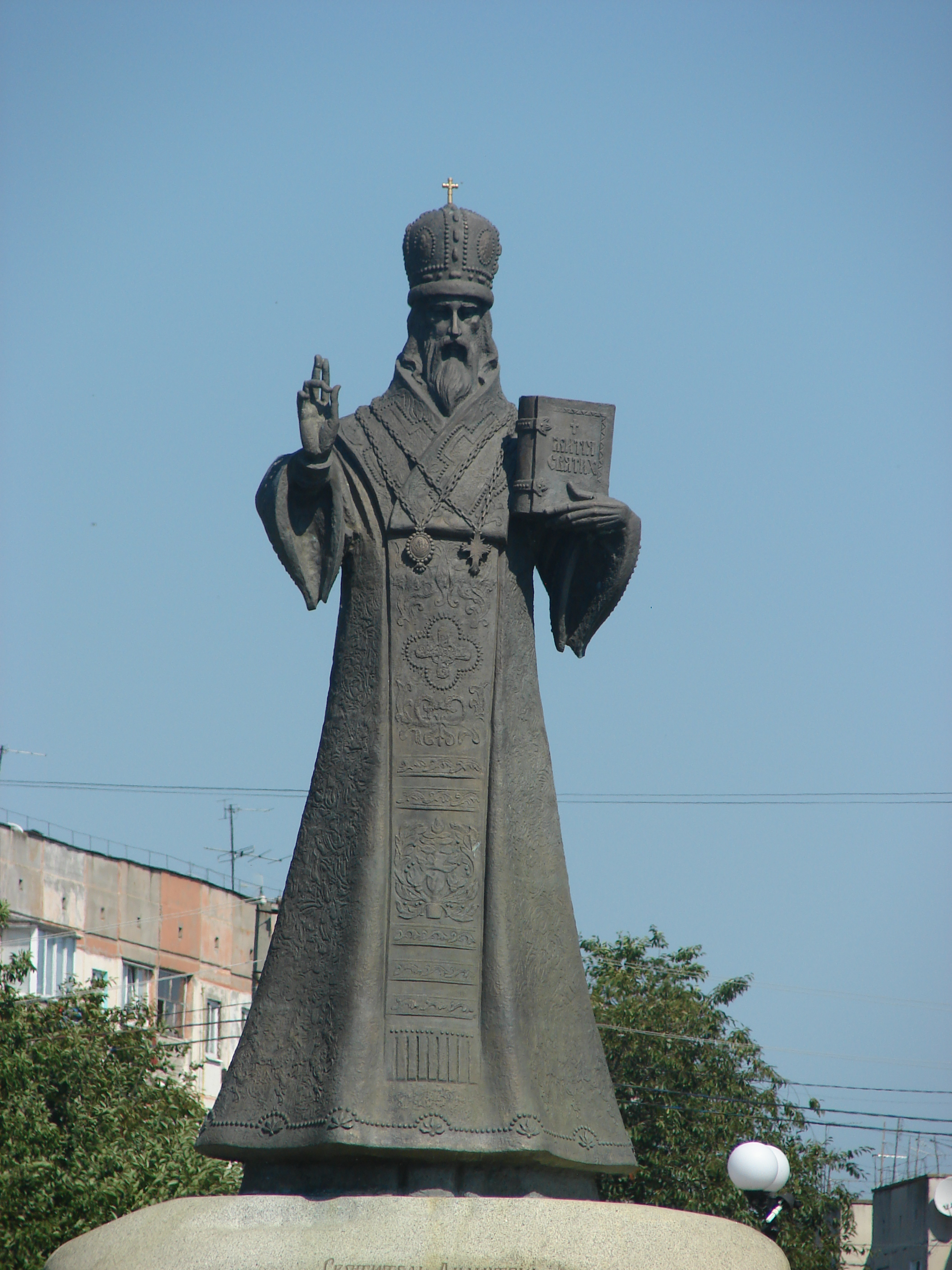
Pomnik świętego Dymitra z Rostowa (Danyła Tuptały) w Makarowie

Święty Dymitr z Rostowa; ur. 1651 w Makarowie, zm. 1709 w Rostowie) – święty Rosyjskiego Kościoła Prawosławnego pochodzenia ukraińskiego, teolog, dramaturg, poeta, hagiograf. Uznany za "największego klasyka ukraińskiej i rosyjskiej literatury religijnej końca XVII - początku XVIII wieku".
Urodził się w rodzinie setnika makarowskiego Sawy Tuptała, który w latach 1682–1686 był setnikiem kijowskim. Danyło został absolwentem Kolegium Mohylańskiego w Kijowie.
Metropolita Rostowa. Wydał w języku cerkiewnosłowiańskim „Żywoty świętych”, „Latopis wydarzeń od stworzenia świata do narodzenia Jezusa Chrystusa” i wiele innych prac o początkach narodów słowiańskich, żywoty świętych, historię carów, pieśni, dramaty religijne.